# Cimanes del Tejar
Cimanes del Tejar – gmina w Hiszpanii, w prowincji León, w Kastylii i León, o powierzchni 73,94 km². W 2011 roku gmina liczyła 804 mieszkańców.